# André Cussac
Pour les articles homonymes, voir Cussac.
Pas d'image ? Cliquez ici

a Compétitions nationales et continentales officielles uniquement.

b Matchs officiels uniquement.
André Cussac ou Pierre Cussac, né le 21 août 1909 à Arcachon et mort le 21 janvier 1978 à Bayonne, est un joueur de rugby à XV international français puis change de code en décembre 1934 pour le rugby à XIII y devenant international français évoluant au poste d'ailier.

## Famille
Pierre André Cussac naît le 21 août 1909 à Arcachon (Gironde) rue Alfred Dejean. Son père, Pierre Cussac (1872-?), est marin, et sa mère, Marie Bonhomme (1872-?), sans profession. Il se marie une première fois le 3 février 1934 à Marie Bithurdise à Bidart et divorce le 27 mai 1944 puis se marie une seconde fois le 1er juin 1946 à Augusta Saint-Jean (1921-2023), en la mairie de Bayonne. Il décède le 21 janvier 1978 à Bayonne.

## Biographie
André Cussac débute par une carrière en rugby à XV avec succès à Bayonne puis  Biarritz olympique avec lequel il dispute la finale du Championnat de France en 1934. Cette même année 1934, il y connaît son unique sélection avec l'équipe de France le 25 mars 1934 contre l'Allemagne aux côtés de Joseph Griffard, Eugène Chaud, Joseph Desclaux, Léopold Servole, Antoine Blain et Roger Claudel.
En décembre 1934, il décide de changer de code de rugby et s'engage à la naissance du rugby à XIII en France en rejoignant Côte basque, il annonce lors de son passage que d'autres joueurs de Biarritz suivront son exemple. La fédération française de rugby à XV décide alors de le rayer de la sélection. Il y remporte la Coupe de France en 1936 avec André Rousse, y marquant un essai en finale contre Villeneuve-sur-Lot de Jean Galia et Max Rousié. Il côtoie par ailleurs l'équipe de France de rugby à XIII dès son arrivée à XIII puisqu'il dispute sa première sélection le 1er janvier 1935 contre le Pays de Galles. Il prend part entre 1935 et 1938 à huit rencontres pour quatre essais marqués, participant aux éditions 1935, 1936 et 1937 de la Coupe d'Europe des nations.

## Palmarès

### En tant que joueur de rugby à XV
- Collectif :
  - Finaliste du Championnat de France : 1934 (Biarritz).

#### Détails en sélection
| Matchs internationaux d'André Cussac | Matchs internationaux d'André Cussac | Matchs internationaux d'André Cussac | Matchs internationaux d'André Cussac | Matchs internationaux d'André Cussac | Matchs internationaux d'André Cussac | Matchs internationaux d'André Cussac | Matchs internationaux d'André Cussac | Matchs internationaux d'André Cussac | Matchs internationaux d'André Cussac | Matchs internationaux d'André Cussac | Matchs internationaux d'André Cussac |
|                                      | Date                                 | Adversaire                           | Résultat                             | Compétition                          | Poste                                | Points                               | Essais                               | Pen.                                 | Drops                                |                                      |                                      |
| ------------------------------------ | ------------------------------------ | ------------------------------------ | ------------------------------------ | ------------------------------------ | ------------------------------------ | ------------------------------------ | ------------------------------------ | ------------------------------------ | ------------------------------------ | ------------------------------------ | ------------------------------------ |
| sous les couleurs de la France       |                                      |                                      |                                      |                                      |                                      |                                      |                                      |                                      |                                      |                                      |                                      |
| 1                                    | 25 mars 1934                         | Allemagne                            | 13-9                                 | Test-match                           | Ailier                               | -                                    | -                                    | -                                    | -                                    |                                      |                                      |

### En tant que joueur de rugby à XIII
- Collectif[6] :
  - Vainqueur de la Coupe de France : 1936 (Côte basque).

#### Détails en sélection
| Matchs internationaux d'André Cussac | Matchs internationaux d'André Cussac | Matchs internationaux d'André Cussac | Matchs internationaux d'André Cussac | Matchs internationaux d'André Cussac | Matchs internationaux d'André Cussac | Matchs internationaux d'André Cussac | Matchs internationaux d'André Cussac | Matchs internationaux d'André Cussac | Matchs internationaux d'André Cussac | Matchs internationaux d'André Cussac | Matchs internationaux d'André Cussac |
|                                      | Date                                 | Adversaire                           | Résultat                             | Compétition                          | Poste                                | Points                               | Essais                               | Pen.                                 | Drops                                |                                      |                                      |
| ------------------------------------ | ------------------------------------ | ------------------------------------ | ------------------------------------ | ------------------------------------ | ------------------------------------ | ------------------------------------ | ------------------------------------ | ------------------------------------ | ------------------------------------ | ------------------------------------ | ------------------------------------ |
| sous les couleurs de la France       |                                      |                                      |                                      |                                      |                                      |                                      |                                      |                                      |                                      |                                      |                                      |
| 1                                    | 1er janvier 1935                     | Pays de Galles                       | 18-11                                | Coupe d'Europe                       | Ailier                               | -                                    | -                                    | -                                    | -                                    |                                      |                                      |
| 2                                    | 23 novembre 1935                     | Pays de Galles                       | 7-41                                 | Coupe d'Europe                       | Ailier                               | -                                    | -                                    | -                                    | -                                    |                                      |                                      |
| 3                                    | 26 avril 1936                        | Dominion XIII                        | 8-5                                  | Test-Match                           | Ailier                               | 6                                    | 2                                    | -                                    | -                                    |                                      |                                      |
| 4                                    | 6 décembre 1936                      | Pays de Galles                       | 3-9                                  | Coupe d'Europe                       | Ailier                               | -                                    | -                                    | -                                    | -                                    |                                      |                                      |
| 5                                    | 10 avril 1937                        | Angleterre                           | 9-23                                 | Coupe d'Europe                       | Ailier                               | -                                    | -                                    | -                                    | -                                    |                                      |                                      |
| 5                                    | 1er novembre 1937                    | Empire britannique                   | 0-15                                 | Test-Match                           | Ailier                               | -                                    | -                                    | -                                    | -                                    |                                      |                                      |
| 7                                    | 2 janvier 1938                       | Australie                            | 6-35                                 | Test match                           | Ailier                               | 3                                    | 1                                    | -                                    | -                                    |                                      |                                      |
| 8                                    | 16 janvier 1938                      | Australie                            | 11-16                                | Test match                           | Ailier                               | 3                                    | 1                                    | -                                    | -                                    |                                      |                                      |